# Amphirosellinia quercina
Amphirosellinia quercina är en svampart som först beskrevs av Franz Petrak, och fick sitt nu gällande namn av Y.M. Ju, J.D. Rogers & H.M. Hsieh 2004. Amphirosellinia quercina ingår i släktet Amphirosellinia och familjen kolkärnsvampar.   Inga underarter finns listade i Catalogue of Life.